# Racolarea
Racolarea este un film de acțiune românesc din 1985 regizat de George Cornea. Rolurile principale au fost interpretate de actorii Florin Piersic, Tora Vasilescu și Ion Dichiseanu.

## Distribuție
Distribuția filmului este alcătuită din:
- Florin Piersic — George Tudoran alias „Oskar Dubac”, tânăr inginer geolog, campion amator de raliu
- Tora Vasilescu — Aura Tudoran, soția geologului (menționată Tora Vasilescu-Daneliuc)
- Ion Dichiseanu — Johan Nero, conducătorul unui trust multinațional de spionaj economic
- Rodica Mureșan — Irene, agentă dublă a trusturilor multinaționale de spionaj
- Ion Besoiu — „inspectorul” Martin, conducătorul unui trust multinațional de spionaj rival
- Constantin Diplan — agent al trustului de spionaj al „inspectorului” Martin, cel care o racolează pe soția ing. Tudoran
- Vladimir Găitan — Pedro, agent al trustului de spionaj al lui Nero
- Mircea Anghelescu — „Stentorul”, directorul centrului de pregătire al agenților trustului de spionaj al „inspectorului” Martin
- Andrei Bursaci — James, agent al trustului de spionaj al lui Nero
- Sebastian Papaiani — Sebastian Niță, maistru geolog din echipa ing. Tudoran, instructor de automobilism
- Rodica Popescu Bitănescu — Elvira, soția maistrului Niță
- Cornel Gîrbea — barmanul, agent al trustului de spionaj al „inspectorului” Martin
- George Negoescu — tatăl Aurei Tudoran
- Dan Damian — directorul Institutului de Cercetări Geologice
- Klaus Gehrke — Ricky Rip, un bețiv prietenos care conversează cu Tudoran (menționat Claus Gehrke)
- Eduard Belaus
- Ion Lupu — consulul României în țara occidentală
- Ion Siminie — director în Ministerul Afacerilor Externe
- Laurențiu Lazăr — Alfred, agent al trustului de spionaj al lui Nero
- Mihai Perșa — agent al trustului de spionaj al „inspectorului” Martin
- Alexandru Lazăr
- Miron Șuvagău
- Florentin Marinescu
- Alexandru Fole
- Dorin Ganea
- Nicolae Dide — agent al trustului de spionaj al „inspectorului” Martin
- Miron Murea
- Vasile Popa — agent al trustului de spionaj al „inspectorului” Martin
- Luca Nelino
- Florin Mateescu
- Dumitru Ghiuzelea
- Willi Schrade
- Ellen Rappus

## Primire
Filmul a fost vizionat de 2.550.009 spectatori în cinematografele din România, după cum atestă o situație a numărului de spectatori înregistrat de filmele românești de la data premierei și până la data de 31 decembrie 2014 alcătuită de Centrul Național al Cinematografiei.